# Araphura extensa
Araphura extensa is een naaldkreeftjessoort uit de familie van de Tanaellidae. De wetenschappelijke naam van de soort is voor het eerst geldig gepubliceerd in 2003 door Larsen.